# Storbakken
Storbakken este o localitate din comuna Kristiansund, provincia Møre og Romsdal, Norvegia, cu o suprafață de 0,41 km² și o populație de 695 locuitori (2013).